# Pierre de Nesson
Pierre de Nesson (* 1383 in Aigueperse; † 1440) war ein französischer Dichter.

## Leben und Werk
Pierre de Nesson wuchs am Hof des Herzogs von Bourbon auf. Später war er Sekretär des Herzogs von Berry. Er ist bekannt für sein pessimistisches und drastisches Totentanz-Gedicht Les Vigiles des morts (Die Toten-Vigilien), das als ein Höhepunkt der makaberen Poesie des späten Mittelalters gilt. Daneben verfasste er den Lay de guerre und die Oraison à Nostre Dame.

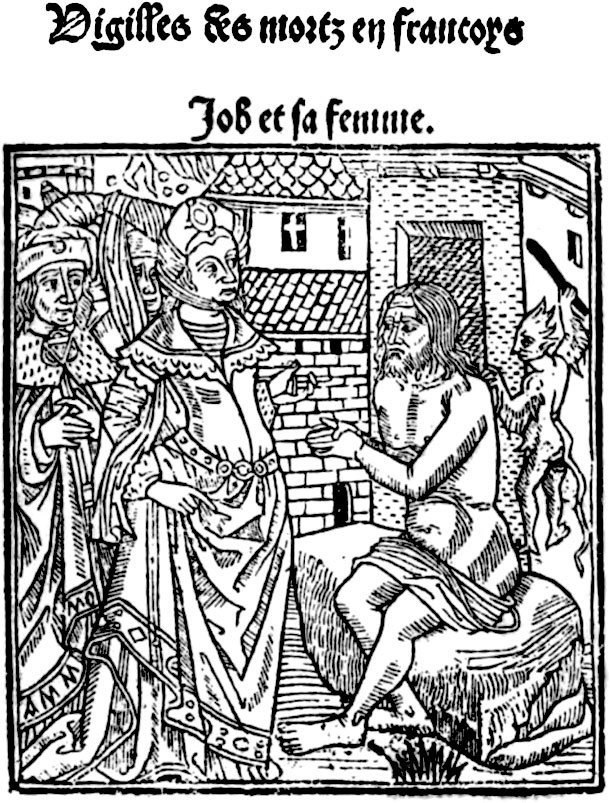
Les Vigiles des morts (Auszug)

## Werke
- Arthur Piaget und Eugénie Droz: Pierre de Nesson et ses œuvres. E. Droz, Paris 1925. Slatkine, Genf 1977.
- Les vigiles des morts (XVe siècle). Hrsg. Alain Collet. Champion, Paris, 2002.
  - (italienisch und französisch) Les vigiles des morts ou paraphrase des IX leçons de Job = Le veglie dei morti ovvero parafrasi delle IX lezioni di Giobbe di Pierre de Nesson. Hrsg. und Übersetzer Marco Polidori. Pioda imaging, Rom 2011.